# Distrikt Jacobo Hunter
Der Distrikt Jacobo Hunter liegt in der Provinz Arequipa der Region Arequipa in Südwest-Peru. Der Distrikt wurde am 2. Juni 1990 gegründet. Der Distrikt wurde nach Jacob Dixon Hunter (1837–1926) benannt, einem schottischen Arzt, der in Arequipa lebte und praktizierte. Der Distrikt hat eine Fläche von 20,37 km². Beim Zensus 2017 lebten 50.164 Einwohner im Distrikt. Im Jahr 1993 lag die Einwohnerzahl bei 39.180, im Jahr 2007 bei 46.092. Die Distriktverwaltung befindet sich in der Stadt Jacobo Hunter. Diese ist Teil des Ballungsraumes der Provinz- und Regionshauptstadt Arequipa und liegt 5,3 km südsüdwestlich von deren Stadtzentrum. 

## Geographische Lage
Der Distrikt Jacobo Hunter liegt im südwestlichen Zentrum der Provinz Arequipa auf einer Höhe von 2250 m. Der Distrikt hat eine Längsausdehnung in SW-NO-Richtung von etwa 7 km. Der Río Tingo Grande durchfließt den Distrikt in westlicher Richtung und mündet in den entlang der westlichen Distriktgrenze fließenden Río Chili.
Der Distrikt Jacobo Hunter grenzt im Westen an die Distrikte Tiabaya und Sachaca, im Norden an den Stadtdistrikt Arequipa, im Osten an die Distrikte José Luis Bustamante y Rivero und Socabaya sowie im Süden an den Distrikt Yarabamba.